# Чемпіонат АСЕАН з футболу
Чемпіонат АСЕАН з футболу (англ. ASEAN Football Championship) — міжнародний футбольний турнір, що проводиться Федерацією футболу АСЕАН. У турнірі беруть участь національні збірні країн Південно-Східної Азії. Перший розіграш трофея, який аж до 2005 називався Tiger Cup (на честь головного спонсора — сінгапурської пивоварної компанії), відбувся в 1996 році. З 2008 року змагання називається Кубок Судзукі в честь титульного спонсора компанії Suzuki. Змагання проходять раз на два роки. Найтитулованішою збірною є збірна Сінгапуру.

## Результати
| Рік  | Місце проведення    | Фінальний матч | Фінальний матч | Фінальний матч | Матч за 3-е місце  | Матч за 3-е місце  | Матч за 3-е місце  | Матч за 3-е місце |
| Рік  | Місце проведення    | Чемпіон        | Рахунок        | Фіналіст       | Третє місце        | Рахунок            | Четверте місце     |                   |
| ---- | ------------------- | -------------- | -------------- | -------------- | ------------------ | ------------------ | ------------------ | ----------------- |
| 1996 | Сінгапур            | Таїланд        | 1:0            | Малайзія       | В'єтнам            | 3:2                | Індонезія          |                   |
| 1998 | В'єтнам             | Сінгапур       | 1:0            | В'єтнам        | Індонезія          | 3:3 5:4 (пен.)     | Таїланд            |                   |
| 2000 | Таїланд             | Таїланд        | 4:1            | Індонезія      | Малайзія           | 3:0                | В'єтнам            |                   |
| 2002 | Індонезія, Сінгапур | Таїланд        | 2:2 4:2 (пен.) | Індонезія      | В'єтнам            | 2:1                | Малайзія           |                   |
| 2004 | В'єтнам, Малайзія   | Сінгапур       | 3:1 2:1        | Індонезія      | Малайзія           | 2:1                | М'янма             |                   |
| 2007 | Сінгапур, Таїланд   | Сінгапур       | 2:1 1:1        | Таїланд        | Малайзія В'єтнам   | Малайзія В'єтнам   | Малайзія В'єтнам   |                   |
| 2008 | Індонезія, Таїланд  | В'єтнам        | 2:1 1:1        | Таїланд        | Сінгапур Індонезія | Сінгапур Індонезія | Сінгапур Індонезія |                   |
| 2010 | В'єтнам, Індонезія  | Малайзія       | 3:0 1:2        | Індонезія      | В'єтнам Філіппіни  | В'єтнам Філіппіни  | В'єтнам Філіппіни  |                   |
| 2012 | Малайзія, Таїланд   | Сінгапур       | 3:1 0:1        | Таїланд        | Філіппіни Малайзія | Філіппіни Малайзія | Філіппіни Малайзія |                   |
| 2014 | Сінгапур, В'єтнам   |                |                |                |                    |                    |                    |                   |
| 2016 | М'янма, Філіппіни   |                |                |                |                    |                    |                    |                   |

## Переможці та фіналісти
| Команда   | Перемога                   | Фінал                      |
| --------- | -------------------------- | -------------------------- |
| Сінгапур  | 4 (1998, 2004, 2007, 2012) | —                          |
| Таїланд   | 3 (1996, 2000, 2002)       | 3 (2007, 2008, 2012)       |
| В'єтнам   | 1 (2008)                   | 1 (1998)                   |
| Малайзія  | 1 (2010)                   | 1 (1996)                   |
| Індонезія | —                          | 4 (2000, 2002, 2004, 2010) |

## Виступ команд
| Команда       | 1996 | 1998 | 2000 | 2002 | 2004 | 2007 | 2008 | 2010 | 2012 |
| ------------- | ---- | ---- | ---- | ---- | ---- | ---- | ---- | ---- | ---- |
| Бруней        | Г    | НК   | НУ   | НУ   | НУ   | НК   | НК   | НУ   | НК   |
| Східний Тимор | 7    | 7    | НУ   | НУ   | Г    | НК   | НК   | НК   | НК   |
| В'єтнам       | 3    | 2    | 4    | 3    | Г    | ПФ   | 1    | ПФ   | Г    |
| Індонезія     | 4    | 3    | 2    | 2    | 2    | Г    | ПФ   | 2    | Г    |
| Камбоджа      | Г    | НК   | Г    | Г    | Г    | НК   | Г    | НК   | НК   |
| Лаос          | Г    | Г    | Г    | Г    | Г    | Г    | Г    | Г    | Г    |
| Малайзія      | 2    | Г    | 3    | 4    | 3    | ПФ   | Г    | 1    | ПФ   |
| М'янма        | Г    | Г    | Г    | Г    | 4    | Г    | Г    | Г    | Г    |
| Сінгапур      | Г    | 1    | Г    | Г    | 1    | 1    | ПФ   | Г    | 1    |
| Таїланд       | 1    | 4    | 1    | 1    | Г    | 2    | 2    | Г    | 2    |
| Філіппіни     | Г    | Г    | Г    | Г    | Г    | Г    | НК   | ПФ   | ПФ   |

НУ = Не брала участі
НК = Чи не пройшла кваліфікацію
Г = Груповий етап
ПФ = Півфінал (з 2007 року матчі за 3-тє місце не проводяться)